# Rhopalochernes panamensis
Espèce
Rhopalochernes panamensis est une espèce de pseudoscorpions de la famille des Chernetidae.

## Distribution
Cette espèce est endémique du Panama. Elle se rencontre vers Palmera del Corozo.

## Description
La femelle holotype mesure 1,14 mm.

## Étymologie
Son nom d'espèce, composé de panam[a] et du suffixe latin -ensis, « qui vit dans, qui habite », lui a été donné en référence au lieu de sa découverte, le Panama.

## Publication originale
- Heurtault, 1998 : Pseudoscorpions of the genus Rhopalochernes (Chernetidae) from Panama and Venezuela. Journal of Arachnology, vol. 26, no 3, p. 442-446 (texte intégral).